# Infecção anaeróbia
As infecções anaeróbias são causadas por bactérias anaeróbias. Bactérias anaeróbicas não crescem em meios sólidos no ar ambiente (0,04% de dióxido de carbono e 21% de oxigénio), mas bactérias facultativamente anaeróbicas podem crescer na presença ou ausência de ar. As bactérias microaerofílicas não crescem aerobicamente ou crescem fracamente, mas crescem melhor com 10% de dióxido de carbono ou anaerobicamente. As bactérias anaeróbias podem ser divididas em anaeróbios estritos que não podem crescer na presença de mais de 0,5% de oxigénio e bactérias anaeróbias moderadas que são capazes de crescer entre 2 e 8% de oxigénio.
Os anaeróbios clinicamente importantes em frequência decrescente são:
1. Seis géneros de bastonetes gram-negativos (Bacteroides, Prevotella, Porphyromonas, Fusobacterium, Bilophila e Sutterella spp.);
2. Cocci gram-positivos (principalmente Peptostreptococcus spp.);
3. Formadores de esporos gram-positivos (Clostridium spp.) e bacilos não-formadores de esporos (Actinomyces, Propionibacterium, Eubacterium, Lactobacillus e Bi ﬁ dobacterium spp.); e
4. Cocci gram-negativos (principalmente Veillonella spp.)

A frequência de isolamento de cepas bacterianas anaeróbias varia em diferentes locais infecciosos.